# Erigone dipona
Erigone dipona là một loài nhện trong họ Linyphiidae.
Loài này thuộc chi Erigone. Erigone dipona được Arthur Merton Chickering miêu tả năm 1970.